# Ocellularia andamanica
Ocellularia andamanica är en lavart som först beskrevs av William Nylander och som fick sitt nu gällande namn av Tat. Matsumoto & Deguchi. 
Ocellularia andamanica ingår i släktet Ocellularia och familjen Graphidaceae. Inga underarter finns listade i Catalogue of Life.